# Саскаль
Саска́ль — село в Шимановском районе Амурской области, Россия. Образует Саскалинский сельсовет.

## География
Село Саскаль стоит на левом берегу реки Берея, в 16 км до впадения её в Амур.
Село Саскаль расположено к юго-западу от города Шимановск, на автодороге Шимановск — Новогеоргиевка — Саскаль. Расстояние до районного центра — 72 км.
От села Саскаль на север идёт дорога к селу Ушаково, а на юг — к селу Симоново.

## История
Село основано в 1864 г. переселенцами из с. Саскаль Иркутской губернии под названием Сапсаль.

## Топонимика
Точное происхождение названия неясно. Возможно, от эвенкийского словосочетания сэпсали, где сэп — карман, а сали — зимняя одежда. В результате получается «карман в зимней одежде». Объяснить такое название можно тем, что местоположение села в седловине между склонов сопок напоминает как раз карман зимней одежды.

## Население
| 2002 | 2010 | 2012 | 2013 | 2014 | 2015 | 2016 |
| ---- | ---- | ---- | ---- | ---- | ---- | ---- |
| 674  | ↘530 | ↘524 | ↘515 | ↗518 | ↘502 | ↘483 |
| 2017 | 2018 | 2021 |      |      |      |      |
| ↘475 | ↗502 | ↘501 |      |      |      |      |